# Mjasiščev (konstrukční kancelář)
Experimentální konstrukční kancelář V. M. Mjasiščeva (Экспериментальный Машиностроительный Завод им. В. М. Мясищева) nebo OKB-23 byla založena v roce 1951 Vladimirem Mjasiščevem a patřila mezi přední sovětské konstrukční kanceláře až do svého uzavření v roce 1960, kdy se stal Vladimir Michajlovič Mjasiščev ředitelem ústavu CAGI. V roce 1967 CAGI opustil a konstrukční kancelář obnovil. Předpona kanceláře byla „M.“ V roce 2003 byl počet jejích zaměstnanců odhadován na přibližně tisíc.
V červenci 2014 bylo na půdě představenstva akciové společnosti Iljušin oznámeno sloučení společností Mjasiščev a Iljušin s cílem vytvořit jeden moderní výrobní komplex.